# التوسرید
التوسرید (به آلمانی: Altusried) یک شهر در آلمان است که در بایرن واقع شده‌است.

## خصوصیات
التوسرید ۹۱٫۶۸ کیلومترمربع مساحت دارد ۷۲۳ متر بالاتر از سطح دریا واقع شده‌است.